# Koro Poso

Posofloden vid Poso, maj 1919. Foto: Walter Kaudern.

Koro Poso är ett vattendrag i Indonesien.   Det ligger i provinsen Sulawesi Tengah, i den centrala delen av landet, 1 600 km öster om huvudstaden Jakarta.